# تاكيشي كانشيرو
تاكيشي كانشيرو (باليابانية: 金城武) هو مغني وممثل ياباني، ولد في 11 أكتوبر 1973 بتايبيه في تايوان.

## وصلات خارجية
- تاكيشي كانشيرو على موقع IMDb (الإنجليزية)
- تاكيشي كانشيرو على موقع روتن توميتوز (الإنجليزية)
- تاكيشي كانشيرو على موقع ألو سيني (الفرنسية)
- تاكيشي كانشيرو على موقع ميوزك برينز (الإنجليزية)
- تاكيشي كانشيرو على موقع أول موفي (الإنجليزية)
- تاكيشي كانشيرو على موقع قاعدة بيانات الأفلام السويدية (السويدية)
- تاكيشي كانشيرو على موقع إن إن دي بي (الإنجليزية)
- تاكيشي كانشيرو على موقع ديسكوغز (الإنجليزية)
- تاكيشي كانشيرو على موقع قاعدة بيانات الفيلم (الإنجليزية)
- تاكيشي كانشيرو على موقع كينوبويسك (الروسية)